# Campionati europei di ciclismo su pista 2023 - Chilometro a cronometro
Il chilometro a cronometro ai Campionati europei di ciclismo su pista 2023 si svolse il 9 febbraio 2023 presso il Velodrome Suisse di Grenchen, in Svizzera.

## Risultati

### Qualificazioni
I primi otto si qualificarono per la finale.
| Pos. | Atleta                   | Nazione       | Tempo    | Distacco | Note |
| ---- | ------------------------ | ------------- | -------- | -------- | ---- |
| 1    | Jeffrey Hoogland         | Paesi Bassi   | 57"813   |          | Q    |
| 2    | Alejandro Martínez       | Spagna        | 59"501   | +1"688   | Q    |
| 3    | Joseph Truman            | Gran Bretagna | 59"564   | +1"751   | Q    |
| 4    | Maximilian Dörnbach      | Germania      | 59"671   | +1"858   | Q    |
| 5    | Matteo Bianchi           | Italia        | 1'00"061 | +2"248   | Q    |
| 6    | Melvin Landerneau        | Francia       | 1'00"220 | +2"407   | Q    |
| 7    | Patryk Rajkowski         | Polonia       | 1'00"983 | +3"170   | Q    |
| 8    | Marc Jurczyk             | Germania      | 1'01"094 | +3"281   | Q    |
| 9    | Ekain Jiménez            | Spagna        | 1'01"594 | +3"781   |      |
| 10   | Matĕj Hytych             | Rep. Ceca     | 1'01"863 | +4"050   |      |
| 11   | Robin Wagner             | Rep. Ceca     | 1'01"864 | +4"051   |      |
| 12   | Stefano Moro             | Italia        | 1'01"975 | +4"162   |      |
| 13   | Justas Beniušis          | Lituania      | 1'02"220 | +4"407   |      |
| 14   | Laurynas Vinskas         | Lituania      | 1'03"500 | +5"687   |      |
| 15   | Stamatios Savvakis       | Grecia        | 1'03"862 | +6"049   |      |
| 16   | Bálint Csengői           | Ungheria      | 1'04"619 | +6"806   |      |
| 17   | Rodrigo Caixas           | Portogallo    | 1'05"117 | +7"304   |      |
| 18   | Mykhajlo-Jaroslav Dud'ko | Ucraina       | 1'05"266 | +7"453   |      |
| 19   | Eduard Žalar             | Slovenia      | 1'05"859 | +8"046   |      |

### Finale
| Pos. | Atleta              | Nazione       | Tempo    | Distacco | Note |
| ---- | ------------------- | ------------- | -------- | -------- | ---- |
| 1    | Jeffrey Hoogland    | Paesi Bassi   | 58"203   |          |      |
| 2    | Alejandro Martínez  | Spagna        | 59"687   | +1"484   |      |
| 3    | Maximilian Dörnbach | Germania      | 59"778   | +1"575   |      |
| 4    | Joseph Truman       | Gran Bretagna | 1'00"291 | +2.088   |      |
| 5    | Matteo Bianchi      | Italia        | 1'00"483 | +2"280   |      |
| 6    | Melvin Landerneau   | Francia       | 1'00"575 | +2"372   |      |
| 7    | Patryk Rajkowski    | Polonia       | 1'01"519 | +3"316   |      |
| 8    | Marc Jurczyk        | Germania      | 1'01"952 | +3"749   |      |